# MWM AKD 112 Z
Der MWM AKD 112 Z ist ein luftgekühlter Reihenzweizylinderdieselmotor der Motoren-Werke Mannheim AG (MWM). Der Motor wurde durch Ein-, Drei- und Vierzylindervarianten aus derselben Typenfamilie nach oben und unten ergänzt.

## Technik
Der AKD 112 Z ist ein luftgekühlter Viertakt-Dieselmotor mit zwei Zylindern in Reihe und seitlicher Nockenwelle. Der Kennbuchstabe Z steht für Zweizylinder. Bei einer Zylinderbohrung von 98 mm und einem Kolbenhub vom 120 mm ergibt sich ein Hubraum vom 1810 cm³.
Das Kurbelgehäuse des Motors ist in einem Stück gegossen, die darin gelagerte gesenkgeschmiedete Kurbelwelle läuft in Gleitlagern aus Stahl-Bleibronze. An sie sind Gegengewichte angeschraubt, die Wellen- und Kurbelzapfen sind brenngehärtet. Da der Motor luftgekühlt ist, sind die aus Schleuderguss hergestellten Zylinder mit Kühlrippen versehen. Der Kraftstoff wird beim AKD 112 Z direkt eingespritzt, die Brennräume sind vollständig in der Kolbenmulde. Die Kolben sind aus einer hochwarmfesten Leichtmetalllegierung hergestellt und haben drei Kolben- sowie zwei Ölabstreifringe. Die Pleuel sind gesenkgeschmiedet und schräg geteilt, die großen Pleuelaugen aus Stahl-Bleibronze sind geteilt, die kleinen Pleuelaugen sind aus Sonderbronze gefertigt. Die untenliegende Nockenwelle läuft in Wälzlagern und betätigt die hängenden Ventile über Stößel, Stoßstangen und Kipphebel. Der Zylinderkopf ist ein Kokillengussstück aus einer hochwarmfesten Leichtmetalllegierung. Die Ansaugluft des Motors wird mit einem Nassluftfilter von Schmutz gereinigt. Für besonders staubige Anwendungsbereiche war auch ein Ölbadluftfilter lieferbar. Das Luftfilter ist weit entfernt vom Auspuff angebracht damit keine Abgase in den Motor gelangen, da sonst die Abgabeleistung des Motors sinkt. Der Dieseltreibstoff wird von der selbstansaugenden Bosch-Einsteck-Einspritzpumpe Typ PFR gefördert, die direkt von der Nockenwelle angetrieben und von einem Fliehkraftregler über eine Regelstange gesteuert wird. Mit der „Reglerfalle“ kann beim Starten des Motors der Einspritzzeitpunkt verändert werden, damit vorher eine größere Menge Kraftstoff gefördert werden kann. Geschmiert wird der Motor durch eine Druckumlaufschmierung mit Zahnradölpumpe. Als Filter dienen ein Siebfilter in der Ölsaugleitung und ein Feinsiebfilter in der Druckleitung. Alternativ kann auch ein Spaltfilter in der Druckleitung eingebaut sein. Zur Motorkühlung wird ein Axialgebläse verwendet, das von einem Keilriemen von der Kurbelwelle des Motors aus angetrieben wird. Das Drehmoment kann sowohl vom Schwungrad aus, als auch von der Andrehseite abgenommen werden. Angelassen wird der Motor entweder von Hand mit einer Kurbel oder mithilfe eines elektrischen Anlassers. Als Starthilfe ist eine Dekompressionsvorrichtung eingebaut. Da der AKD 112 Z ein Direkteinspritzmotor ist, hat er keine Glühkerzen.

### Kraftstoffe
Der MWM AKD 112 Z kann mit folgenden Kraftstoffen betrieben werden
- Dieselmotorenöl
- Petroleum
- Gasöl
- Rohöl
- Texasöl
- Gelbes Paraffinöl
- Braunes Paraffinöl

Oder ein Kraftstoff, der folgendes erfüllt
- Unterer Heizwert: 41,868 MJ
- Spezifisches Gewicht: 0,83–0,88 kg·dm−3
- Flammpunkt: mindestens 55 °C
- Aschegehalt: weniger als 0,03 Gewichtsprozent
- Schwefelgehalt: weniger als 1 Gewichtsprozent
- Viskosität: max. 3° E bei 20 °C
- Cetanzahl: mindestens 45 CZ
- Stockpunkt: unter −20 °C
- Wassergehalt: maximal 0,5 %
- Koksrückstand: maximal 1 %
- Bis 350 °C müssen bei der Destillation mindestens 80 % übergehen

### Technische Daten
|                                                       | AKD 112 Z                                      |
| ----------------------------------------------------- | ---------------------------------------------- |
| Motorbauart                                           | Stehender Zweizylinder-Reihenmotor             |
| Funktionsprinzip                                      | Viertaktdiesel                                 |
| Ventilsteuerung                                       | OHV, Stößel, Stoßstangen, Kipphebel            |
| Gemischbildung                                        | Direkteinspritzung, Bosch-Reiheneinspritzpumpe |
| Bohrung × Hub, Hubraum                                | 98 × 120 mm 1810 cm³                           |
| Nennleistung nach DIN 70020                           | 22 PS (16,2 kW) bei 2000 min−1                 |
| Maximalleistung über 1 h nach DIN 70020               | 24 PS (17,7 kW) bei 2000 min−1                 |
| Spezifischer Treibstoffverbrauch bei Höchstdrehmoment | 251,2 g/kWh +10 %                              |